# Вальтер Боначіна
Вальтер Боначіна (італ. Valter Bonacina, нар. 30 липня 1964, Бергамо) — італійський футболіст, що грав на позиції півзахисника. По завершенні ігрової кар'єри — тренер. З 2018 року входить до тренерського штабу клубу «Лаціо».
Виступав більшу частину своєї кар'єри, граючи в «Аталанті» (10 сезонів, 7 з яких у Серії A) і «Ромі» (3 сезони).

## Ігрова кар'єра
Народився 30 липня 1964 року в місті Бергамо. Вихованець юнацьких команд футбольних клубів Cenate Sotto та «Вірешит Боккалеоне». У дорослому футболі дебютував 1981 року виступами за «Вірешит Боккалеоне», в якій провів п'ять сезонів у нижчих італійських дивізіонів, взявши участь у 103 матчах чемпіонату.
Своєю грою за цю команду привернув увагу представників тренерського штабу «Аталанти», до складу якої приєднався 1986 року. Відіграв за бергамський клуб наступні п'ять сезонів своєї ігрової кар'єри. Більшість часу, проведеного у складі «Аталанти», був основним гравцем команди.
1991 року уклав контракт з клубом «Рома», яка заплатила за гравця 5,5 млрд лір. У складі римського клубу провів наступні три роки своєї кар'єри гравця. Граючи у складі «Роми» також здебільшого виходив на поле в основному складі команди.
З 1994 року знову, цього разу п'ять сезонів, захищав кольори «Аталанти». Тренерським штабом нового клубу також розглядався як гравець «основи». Всього за два періоди зіграв за клуб 331 матчі в усіх турнірах, ставши гравцем з найбільшою кількістю офіційних матчів в історії клубу і був лідером до 2010 року, коли його результат перевершив Джанпаоло Белліні.
Протягом 1999—2001 років захищав кольори клубу Серії В «Монца».
Завершив професійну ігрову кар'єру у клубі «Роденго Саяно» з Серії D, за який виступав протягом сезону 2001/02 років.

## Кар'єра тренера
По завершенні ігрової кар'єри повернувся в «Аталанту», де пропрацював з 2003 по 2007 рік асистентом головних тренерів Андреа Мандорліні, Деліо Россі та Стефано Колантуоно. Після уходу останнього з них у 2007 році Боначіна був переведений на посаду тренера молодіжної команди
7 січня 2010 року Боначіна був призначений головним тренером «Аталанти» в ролі виконуючого обов'язки після відставки Антоніо Конте. 10 січня 2010 дебютував як тренер першої команди у виїзному матчі проти «Палермо» (0:1), а наступного дня повернувся до керівництва молоддю після призначення головним тренером першої команди на постійній основі Бортоло Мутті.
10 червня 2011 року став головним тренером «Фоджі» з Лега Про Пріма Дівізіоне, проте вже 17 жовтня він був звільнений після домашньої поразки 0-2 проти «Реджани». Тим не менш 4 квітня 2012 року Боначіна повернувся в апульську команду і закінчив з нею сезон на 11 місці. Згодом протягом 2012—2017 років знову очолював молодіжну команду «Аталанти».
3 лютого 2018 року став тренером молодіжної команди столичного «Лаціо», замінивши звільненого Андреа Бонатті.

## Статистика виступів

### Статистика клубних виступів
| Сезон                          | Команда                        | Чемпіонат                      | Чемпіонат | Чемпіонат | Національний кубок | Національний кубок | Національний кубок | Континентальні кубки | Континентальні кубки | Континентальні кубки | Інші змагання | Інші змагання | Інші змагання | Усього | Усього |
| Сезон                          | Команда                        | Ліга                           | Ігор      | Голів     | Ліга               | Ігор               | Голів              | Ліга                 | Ігор                 | Голів                | Ліга          | Ігор          | Голів         | Ігор   | Голів  |
| ------------------------------ | ------------------------------ | ------------------------------ | --------- | --------- | ------------------ | ------------------ | ------------------ | -------------------- | -------------------- | -------------------- | ------------- | ------------- | ------------- | ------ | ------ |
| 1981–82                        | «Вірешит Боккалеоне»           | C2 (IV)                        | 12        | 0         | КІ-C               | ?                  | ?                  | -                    | -                    | -                    | -             | -             | -             | ?      | ?      |
| 1982–83                        | «Вірешит Боккалеоне»           | Інт. (V)                       | 28        | 0         | -                  | -                  | -                  | -                    | -                    | -                    | -             | -             | -             | 28     | 0      |
| 1983–84                        | «Вірешит Боккалеоне»           | Інт. (V)                       | 0         | 0         | КІ-Д               | ?                  | ?                  | -                    | -                    | -                    | -             | -             | -             | ?      | ?      |
| 1984–85                        | «Вірешит Боккалеоне»           | C2 (IV)                        | 31        | 0         | КІ-C               | ?                  | ?                  | -                    | -                    | -                    | -             | -             | -             | ?      | ?      |
| 1985–86                        | «Вірешит Боккалеоне»           | C1 (IV)                        | 32        | 2         | КІ-C               | ?                  | ?                  | -                    | -                    | -                    | -             | -             | -             | ?      | ?      |
| Усього за «Вірешит Боккалеоне» | Усього за «Вірешит Боккалеоне» | Усього за «Вірешит Боккалеоне» | 103       | 2         |                    | ?                  | ?                  |                      | -                    | -                    |               | -             | -             | ?      | ?      |
| 1986–87                        | «Аталанта»                     | A                              | 24        | 1         | КІ                 | 12                 | 0                  | -                    | -                    | -                    | -             | -             | -             | 36     | 1      |
| 1987–88                        | «Аталанта»                     | B (ІІ)                         | 28        | 2         | КІ                 | 5                  | 1                  | КВК                  | 4                    | 0                    | -             | -             | -             | 37     | 3      |
| 1988–89                        | «Аталанта»                     | A                              | 27        | 3         | КІ                 | 11                 | 1                  | -                    | -                    | -                    | -             | -             | -             | 38     | 4      |
| 1989–90                        | «Аталанта»                     | A                              | 31        | 2         | КІ                 | 2                  | 0                  | КУЄФА                | 2                    | 0                    | -             | -             | -             | 35     | 2      |
| 1990–91                        | «Аталанта»                     | A                              | 30        | 2         | КІ                 | 3                  | 0                  | КУЄФА                | 6                    | 2                    | -             | -             | -             | 39     | 4      |
| 1991–92                        | «Рома»                         | A                              | 28        | 1         | КІ                 | 5                  | 0                  | КВК                  | 4                    | 0                    | -             | -             | -             | 37     | 1      |
| 1992–93                        | «Рома»                         | A                              | 32        | 0         | КІ                 | 9                  | 0                  | КУЄФА                | 7                    | 0                    | -             | -             | -             | 48     | 0      |
| 1993–94                        | «Рома»                         | A                              | 24        | 1         | КІ                 | 3                  | 0                  | -                    | -                    | -                    | -             | -             | -             | 27     | 1      |
| Усього за «Рому»               | Усього за «Рому»               | Усього за «Рому»               | 84        | 2         |                    | 17                 | 0                  |                      | 11                   | 0                    |               | -             | -             | 112    | 2      |
| 1994–95                        | «Аталанта»                     | B (ІІ)                         | 30        | 1         | КІ                 | 3                  | 1                  | ЧІ                   | 3                    | 1                    | -             | -             | -             | 36     | 3      |
| 1995–96                        | «Аталанта»                     | A                              | 29        | 0         | КІ                 | 6                  | 1                  | -                    | -                    | -                    | -             | -             | -             | 35     | 1      |
| 1996–97                        | «Аталанта»                     | A                              | 26        | 0         | КІ                 | 1                  | 0                  | -                    | -                    | -                    | -             | -             | -             | 27     | 0      |
| 1997–98                        | «Аталанта»                     | A                              | 28        | 0         | КІ                 | 5                  | 1                  | -                    | -                    | -                    | -             | -             | -             | 33     | 1      |
| 1998–99                        | «Аталанта»                     | B (ІІ)                         | 12        | 0         | КІ                 | 3                  | 0                  | -                    | -                    | -                    | -             | -             | -             | 15     | 0      |
| Усього за «Аталанту»           | Усього за «Аталанту»           | Усього за «Аталанту»           | 265       | 11        |                    | 51                 | 5                  |                      | 15                   | 3                    |               | -             | -             | 331    | 19     |
| 1999–00                        | «Монца»                        | B (ІІ)                         | 33        | 1         | КІ                 | ?                  | ?                  | -                    | -                    | -                    | -             | -             | -             | ?      | ?      |
| 2000–01                        | «Монца»                        | B (ІІ)                         | 22        | 1         | КІ                 | ?                  | ?                  | -                    | -                    | -                    | -             | -             | -             | ?      | ?      |
| Усього за «Монцу»              | Усього за «Монцу»              | Усього за «Монцу»              | 55        | 2         |                    | ?                  | ?                  |                      | -                    | -                    |               | -             | -             | ?      | ?      |
| 2001–02                        | «Роденго Саяно»                | D (V)                          | 27        | 3         | КІ-D               | ?                  | ?                  | -                    | -                    | -                    | -             | -             | -             | ?      | ?      |
| Усього за кар'єру              | Усього за кар'єру              | Усього за кар'єру              | 534       | 20        |                    | ?                  | ?                  |                      | 26                   | 3                    |               | -             | -             | ?      | ?      |